# Ирамба
Ира́мба (альтернативные названия: иламба, ланги, анирамба, памби) — народ группы банту в Танзании, населяющий область Сингида в окрестностях горы Киньянгири. Близкие народы: ньятуру, сукума, ньямвези. Согласно переписи, проведённой в 2002 году, население ирамба составляло 368 131 человек. По некоторым оценкам, число Ирамба может превышать 405 000.

## Язык и религия
Народ говорит на языке ирамба (иламба, ниламба). Большинство ирамба придерживаются традиционных верований, незначительная часть христиан и мусульман-суннитов.

## Общество
Счёт родства матрилинейный. Брак матрилокальный, когда супруги проживают в общине жены. В основе социальной организации племенные генеалогические связи, образующие племенную структуру.

## Хозяйственные занятия
Традиционное хозяйство включает в себя ручное тропическое земледелие (элевсина, сорго, кукуруза, бобовые, маниок) и скотоводство в отгонной форме (крупный и мелкий рогатый скот). Разделение труда осуществляется по полу и возрасту в зависимости от отраслей производства и сезона. Основными земледельческими работами (сев, уход, уборка, переработка, распределение продуктов) занимаются женщины. Подготовку поля под посев женщины осуществляют вместе с мужчинами. Мужское население занято в основном в скотоводстве.
У ирамба развиты такие ремёсла как резьба по дереву (мелкая скульптура, утварь), плетение из растительных волокон (корзины, сосуды, циновки, мелкая утварь), изготовление металлических украшений.

## Культура
Поселения имеют кучную планировку. Традиционное жилище представляет собой четырёхугольное в плане, стены углублены в землю, сплетены из ветвей и прутьев, обмазаны глиной, плетёный остов четырёхскатной шатровой крыши опирается на столбы. Нередко хижины одного домохозяйства стоят вплотную одна к другой. Таким образом они образуют внутренний четырёхугольный двор — загон для скота, куда его помещают после выпаса на пастбище.
Традиционная мужская одежда - короткие штаны и рубаха из хлопчатобумажной ткани, женская — длинное хлопчатобумажное платье свободного покроя или рубашка с короткими рукавами и юбка. На ногах грубые сандалии.
Основная пища растительная — каши из зерновых, бобовых, лепёшки с острыми приправами на перце, соусы из овощей и растительного масла, овощи, фрукты, кисломолочные продукты, мясо редко.
У ирамба богатое устное творчество, танцевально-музыкальный фольклор. Кроме того ещё распространён тотемизм и почитание духов предков.